# Тюменская областная дума
Тюменская областная Дума — законодательный (представительный) орган государственной власти Тюменской области, является постоянно действующим высшим и единственным органом законодательной власти Тюменской области.
Правом законотворчества на территории Тюменской области обладает лишь областная дума. Губернатор, депутаты областной думы, его председатель, органы местного самоуправления, областной и арбитражный суды, областной прокурор, контрольно-счётная палата области, избирательная комиссия области, а также инициативные группы граждан имеют право законодательной инициативы.
Областная дума является однопалатной.
Действует на основании Устава Тюменской области.

## История
Предшественником областной Думы являлся Тюменский областной Совет народных депутатов (до принятия Конституции СССР 1977 года — совет депутатов трудящихся), существовавший в 1944-1994 годах.
Тюменский облсовет был образован в соответствии с указом Президиума Верховного совета СССР от 14 августа 1944 года «Об образовании Тюменской области». Выборы в облсовет I созыва состоялись в 1947 году. В период до выборов в областном Совете заседали депутаты омского облсовета, избранные от территорий, вошедших в состав Тюменской области. Количество депутатов, заседавших в Совете за годы его работы, менялось (от 11 депутатов в 1944 году до 300 в 1990—1994 годы). Работа Совета проходила в сессионом порядке созывавшихся по мере накопления определённых вопросов. Сессии проходили несколько раз в год. Первая сессия областного совета состоялась 21-22 ноября 1944 года.
19 декабря 1962 году было принято решение о разделении областного Совета на промышленный и сельскохозяйственный, в состав которых вошли представители определённых отраслей экономики. 16 декабря 1964 года промышленный и сельскохозяйственные областные Советы были объединены в один.
В 1990 году состоялись выборы в областной Совет XXI созыва, который стал последним в его истории. В этом же году произошло разделение должности председателя облисполкома и облсовета (ранее председатель облисполкома являлся председателем облсовета). Председателем областного Совета 14 апреля 1990 года был избран Юрий Шафраник. 18 апреля был образован Президиум (с 18 мая 1992 года — малый Совет), постоянно работающий в промежутке между сессиями «большого» совета орган представительной власти.
25 февраля 1994 года малый совет областного Совета XXI созыва провёл последнее в своей истории заседание, на котором принял решение о самороспуске в соответствии с указом Президента РФ № 1400 «О поэтапной конституционной реформе в РФ». Полномочия законодательного органа власти Области были переданы образованной Тюменской областной Думе.

### I созыв
Выборы в областную Думу I созыва состоялись в марте 1994 года. Первое заседание состоялось 6 апреля 1994 года, на котором был принят временный регламент и положение о Тюменской областной Думе, которым Дума объявлялась о правопреемником Тюменского областного совета народных депутатов. Также было утверждено официальное название «областная Дума», предложенное наименование «Законодательное Собрание» набрало 5 из 17 голосов депутатов. 5 мая председателем Думы был избран депутат от 12 избирательного округа Н. П. Барышников. 15 июня 1994 года был принят первый законодательный акт Тюменской областной Думы — закон «О статусе депутата Тюменской областной Думы». В I созыве областной Думой были приняты многие основополагающие законодательные акты — устав Тюменской области, устав областной Думы и т. д. В 1995 году приняты официальные символы области, закончена реконструкция зала заседаний (первое время заседания Думы проводились в малом зале). 15 декабря 1994 года был образован Совет трёх Дум (ныне Совет Законодателей ТО, ХМАО и ЯНАО). 27 ноября 1997 года принят последний в данном созыве нормативно-правовой акт — Закон «Об Уставном суде Тюменской области». По итогам работы I созыва было принято 142 закона, из них базовых 87. Был согласован регламент взаимодействия Думы ХМАО, Государственной Думы ЯНАО и Тюменской областной Думы. Создана нормативно-правовая базы всей области.

## Состав
Тюменская областная Дума состоит из 48 депутатов, из них половина избираются по партийным спискам, другая половина — по одномандатным избирательным округам.

## Структура

### Руководство
- Фуат Сайфитдинов — председатель ( с 23 сентября 2022 года).
- Андрей Артюхов — первый заместитель
- Наталья Шевчик — заместитель председателя
- Галина Резяпова — заместитель председателя
- Владимир Нефедьев — заместитель председателя
- Владимир Сысоев — заместитель председателя

### Комитеты и комиссии
Из числа депутатов создаются комитеты и постоянные комиссии, а также временные комиссии. Комитеты и постоянные комиссии образуются на срок полномочий областной Думы данного созыва.
Перечень комитетов и комиссий:
- Комитет по аграрным вопросам и земельным отношениям
- Комитет по бюджету, налогам и финансам
- Комитет по государственному строительству и местному самоуправлению
- Комитет по социальной политике
- Комитет по экономической политике и природопользованию
- Постоянная комиссия по вопросам депутатской этики и регламентным процедурам.

### Фракции
В областной Думе VI созыва сформировано четыре фракции:
- Единая Россия (39 депутатов);
- Коммунистическая партия Российской Федерации (3 депутата);
- Либерально-демократическая партия России (4 депутата);
- Справедливая Россия (2 депутата).

## Председатели
- Николай Барышников (12 мая 1994 — 16 января 1998)
- Сергей Корепанов (16 января 1998 — 28 июня 2022)
- Андрей Артюхов (и.о. 28 июня — 23 сентября 2022)
- Фуат Сайфитдинов ( с 23 сентября 2022)

## Полномочия
К основным полномочиям областной Думы относятся:
- принятие Устава области, изменений и дополнений к нему, областных законов и иных нормативных правовых актов, а также осуществление контроля за их исполнением;
- образование и упразднение комитетов и постоянных комиссий областной Думы, избрание и освобождение от должности Председателя областной Думы и его заместителей;
- принятие решения о самороспуске областной Думы, решения о несогласии на лишение депутата областной Думы неприкосновенности;
- утверждение областного бюджета и отчета о его исполнении, утверждение бюджетов территориальных государственных внебюджетных фондов и отчетов об их исполнении, а также осуществление контроля за исполнением областного бюджета и бюджетов территориальных государственных внебюджетных фондов;
- установление в соответствии с федеральным законодательством областных налогов, сборов и других обязательных платежей; установление льгот и преимуществ, в том числе налоговых, по платежам в областной бюджет;
- установление в соответствии с федеральным законодательством порядка управления и распоряжения собственностью области;
- рассмотрение, одновременно с проектом областного бюджета, прогноза социально-экономического развития и перечня областных целевых программ, намеченных к финансированию за счет областного бюджета на предстоящий год, а также иных документов и материалов, предусмотренных бюджетным законодательством;
- установление системы исполнительных органов государственной власти области;
- установление в соответствии с федеральным законодательством и настоящим Уставом порядка организации и деятельности органов государственной власти области, а также организации местного самоуправления на ее территории;
- назначение выборов в областную Думу, выборов Губернатора области и голосования по отзыву Губернатора области;
- выражение недоверия Губернатору области;
- выражение недоверия должностным лицам Правительства области;
- назначение областного референдума в порядке, установленном федеральным законодательством и областным законом о референдуме;
- установление административно-территориального устройства области и порядка его изменения;
- осуществление законодательной инициативы в Федеральном Собрании Российской Федерации и наделение полномочиями члена Совета Федерации Федерального Собрания Российской Федерации - представителя от Тюменской областной Думы;
- толкование Устава области, областных законов и иных нормативных правовых актов, принимаемых областной Думой;
- принятие решений об обращении в Конституционный Суд Российской Федерации, Верховный Суд Российской Федерации, а также другие суды в соответствии с законодательствами Российской Федерации и Тюменской области;
- утверждение заключения и расторжения договоров области с субъектами Российской Федерации, органами государственной власти Российской Федерации, а также международных соглашений;
- учреждение печатного средства массовой информации и сетевого издания для обнародования (официального опубликования) официальной информации;
- формирование областной Счетной палаты, назначение председателя, заместителя председателя и аудиторов областной Счетной палаты;
- назначение по представлению Губернатора судей Уставного суда области;
- назначение Уполномоченного по правам человека в Тюменской области;
- заслушивание ежегодных отчетов Губернатора области о результатах деятельности Правительства области, в том числе по вопросам, поставленным областной Думой;
- заслушивание информации о деятельности территориальных органов федеральных органов исполнительной власти в Тюменской области;
- назначение половины членов Избирательной комиссии области;
- награждение Почетной грамотой Тюменской областной Думы;
- присвоение звания «Почетный гражданин Тюменской области» по представлению Губернатора области;
- назначение мировых судей;
- назначение по представлению Губернатора области представителей общественности в состав квалификационной коллегии судей;
- иные полномочия, закрепленные за законодательным (представительным) органом государственной власти субъекта Российской Федерации федеральными законами, настоящим Уставом, а также переданные областной Думе на основе договоров с органами государственной власти автономных округов.

## Представители в Совете Федерации
- Барышников, Николай Павлович, председатель Тюменской областной Думы — полномочия признаны 23 января 1996 г. (№ 2-СФ), прекращены 18 февраля 1998 г. (№ 38-СФ)
- Корепанов, Сергей Евгеньевич, председатель Тюменской областной Думы — полномочия признаны 18 февраля 1998 г. (№ 39-СФ), прекращены с 1 января 2002 г. (№ 400-СФ от 26 декабря 2001 г.)
- Артюхов Андрей Викторович — полномочия признаны 14 февраля 2002 г. (№ 127-СФ от 27 февраля 2002 г.), прекращены досрочно 23 ноября 2005 г. (№ 357-СФ)
- Лоторев Александр Николаевич — полномочия признаны 7 декабря 2005 г. (№ 388-СФ), подтверждены 13 апреля 2007 г. (№ 130-СФ), истекли в марте 2012 г.
- Пономарёв Михаил Николаевич — дата наделения полномочиями: 6 октября 2016 года, срок окончания полномочий: 13 марта 2021 года (№ 88-СФ).
- Горицкий, Дмитрий Юрьевич — дата наделения полномочиями: 27 мая 2021 года, срок окончания полномочий:  сентябрь 2026 года.